# 沙福道
沙福道（英語：Suffolk Road）是位於香港九龍的一條道路，為九龍塘的核心道路，西起根德道，東至窩打老道，為單程路。沙福道名稱是從英國沙福郡而來。
沙福道地下為港鐵觀塘綫九龍塘站。昔日沙福道是一個巴士總站，後來九龍塘公共交通交匯處建成就搬離沙福道。沙福道位於九龍塘的豪宅區，目前仍為九龍塘的交通要道及核心道路。多福道及九龍塘公共交通交匯處的車輛要離開必須使用沙福道再使用添福道或窩打老道離開。在上學上班繁忙時間都十分多人，人群從香港浸會大學、九龍塘官立小學等校及九龍塘站等進行交匯。

## 沿途道路
- 添福道

## 沿途景點

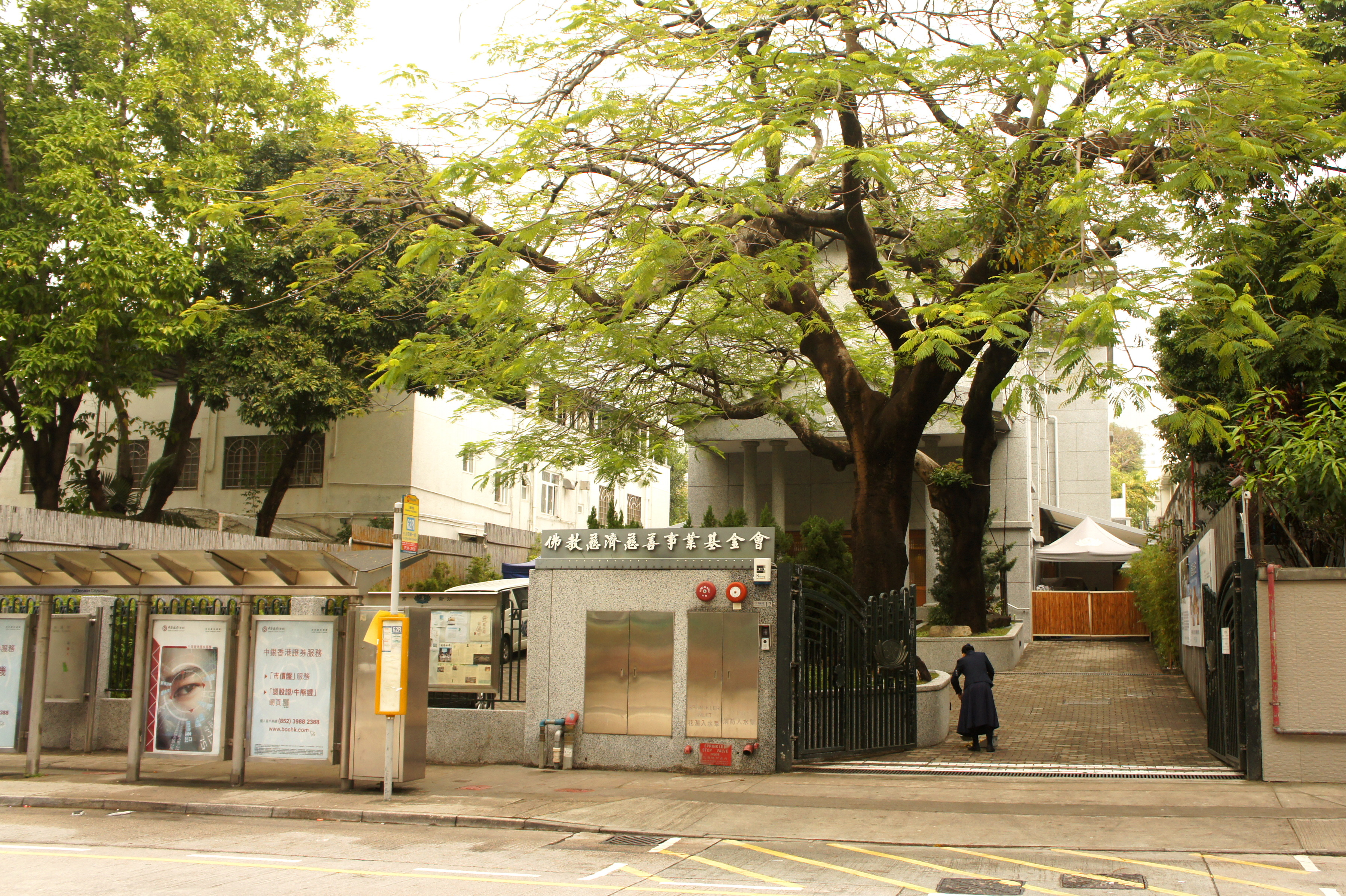
位於沙福道12號的佛教慈濟慈善事業基金會香港分會靜思堂

- 九龍塘官立小學
- 九龍塘站
- 九龍塘公共交通交匯處